# Polycanthus torosus
Famille
Genre
Espèce
Polycanthus torosus  est une espèce de l'embranchement des Acoela, la seule du genre et la famille. Elle a été découverte en Australie, au Queensland sur l'île Dabuukji

## Référence
- Hooge , 2003 Two new families, three new genera, and four new species of acoel flatworms (Acoela, Platyhelminthes) from Queensland, Australia Cahiers de Biologie Marine 44 pp. 275-298.